# Liste des personnages de Détective Conan

Cette page est une liste des personnages de la série Détective Conan (名探偵 コナン, Meitantei Conan) de Gōshō Aoyama.

## Les Détectives Juniors
Les Détectives Juniors  (少年探偵団, Shōnen Tanteidan) : Genta Kojima (小嶋 元太, Kojima Genta), Mitsuhiko Tsuburaya (円谷 光彦, Tsuburaya Mitsuhiko) et Ayumi Yoshida (吉田 歩美, Yoshida Ayumi). Camarades de classe de Conan, ils adorent les mystères et créent avec lui ce club de passionnés d'enquêtes (à partir des tomes 2/4), dans lequel ils intègrent Ai Haibara au cours de la série. Le professeur Agasa aide aussi de temps à autre les enfants.

### Genta Kojima
Il apparaît au Vol. 2. Enfant en surpoids, autoritaire et dirigiste, mais au cœur tendre, c'est un petit garçon peu perspicace mais très observateur, et pas suffisamment reconnu par ses pairs… Rival amoureux de Mitsuhiko par rapport à Ayumi, c'est aussi un turbulent et un bon sportif malgré tout. Une de ses passions est de manger, notamment des anguilles.

### Ayumi Yoshida
Elle apparaît au Vol. 2. Douce et lumineuse, quoique naïve, elle croit aux capacités des autres et semble amoureuse de Conan. Elle sait faire preuve de courage, parfois risqué, quand il le faut. Grande amie d'Ai, elle la considère comme sa grande sœur.

### Mitsuhiko Tsuburaya
Il apparaît au Vol. 2. L'intellectuel du groupe, il est fan de sciences et ne jure que par la rationalité. Il n'en est pas pour autant insensible, car il a un faible pour Ayumi, puis pour Ai. D'abord timide et timoré, il prendra confiance en lui au fil de ses aventures.

## Alliés principaux

### Professeur Hiroshi Agasa
Le professeur Agasa est un grand ami de la famille Kudō. Il est même leur voisin à Beika. Le professeur est un inventeur. c'est lui qui est le premier à être au courant du secret de Shinichi. il est également celui qui recueille Ai Haibara après qu'elle a tenté de se suicider en ingérant de l'ATPX. Le professeur fait office de grand-père de substitution ou d'oncle pour Shinichi mais aussi pour les Détectives juniors, leur confectionnant des gadgets, à commencer par leurs badges de détective. Quand il est présent, il prête sa voix à Conan lorsque ce dernier ne peut anesthésier d'autres personnes que lui.
Il apparaît dès le premier épisode - Le plus grand détective du siècle.

### Yusaku Kudō et Yukiko Fujimine
Yusaku Kudō est le père de Shinichi. Il est un auteur de polars à succès, dont son personnage le plus connu est le Baron Noir. Dans sa jeunesse, il a aidé la police, notamment Megure, à régler quelques affaires délicates. Il rencontre Yukiko Fujimine, grande actrice, qui devient son épouse et la mère de son fils. Tous les deux possèdent un intellect hors-norme. S'ils ne vivent plus à Tokyo du fait de leurs notoriétés trop grande, ils restent en contact avec leur fils et tâchent de l'aider à plusieurs reprises. Yusaku et Yukiko sont parfaitement au courant du secret de leur fils. Yukiko est une spécialiste du déguisement. Elle a été formée par l'ancien Kid, Toichi Kuroba, aux côtés d'une grande actrice américaine qu'elle connait très bien puisqu'il s'agit de son amie, Sharon Vineyard alias Vermouth. Si chacune est dans un camp opposé, elles ont tout de même signé un pacte de non agression mutuelle du fait de leur amitié.
Ils apparaissent pour la première fois dans l'épisode n°43 - Le kidnapping de Conan Edogawa.

### Heiji Hattori
Heiji Hattori est un détective lycéen de la région du Kansai, plus précisément d'Osaka. Face à Shinichi, il est connu pour être le Grand Détective de L'Ouest, Shinichi de l'Est. Son père est le préfet de police d'Osaka, Heizo Hattori. Heiji est l'un des rares qui connaisse le secret de Shinichi Kudo. De cette manière, il tâche de l'aider du mieux qui le puisse à protéger son anonymat, bien que parfois, c'est lui qui l'a mette en danger. Il est le grand ami d'enfance de Kazuha Toyama. Si dans un premier temps, il ne manifeste pas d'intentions autres que de la pure amitié, il finit par comprendre qu'il est amoureux de Kazuha. Il ne sait d'ailleurs pas comment le lui annoncer, d'autant qu'en perpétuelle concurrence avec Shinichi, il cherche à faire mieux que lui et sa déclaration à Ran lors de sa visite à Londres.
Il apparaît pour la première fois dans l'épisode n°48 - Meurtre d'un diplomate.

### Kid l'Insaisissable
De son vrai nom Kaitō Kuroba, il est le fils de Toichi Kuroba, le maitre des déguisements qui a formé Yukiko, la mère de Shinichi, et sa meilleure amie, Vermouth. Physiquement, il est très proche de Shinichi ce qui a valu à Ran de les confondre à plusieurs reprises.
Après la découverte d'une pièce secrète, Kaitō Kuroba découvre que son père magicien était aussi un voleur international de bijoux et pierres précieuses. Assassiné, il reprend son personnage afin de découvrir toute la vérité derrière cette affaire.

## Forces de l'ordre

### Département de la police métropolitaine de Tokyo
| Nom                            | Informations éventuelles | Image | Apparition |
| ------------------------------ | --- | ----- | ---------- |
| Hyoue Kuroda                   | Ancien commissaire de police de Nagano, ce vieil homme massif et effrayant a récemment été promu préfet de police à Tokyo. La partie droite de son visage est brûlée depuis un mystérieux accident qui le laissa dix ans dans le coma, et l'obligeant à porter un verre teinté pour masquer sa cécité de l’œil droit. Il semble savoir beaucoup de choses sur l'Affaire Haneda, Rumi, Bourbon et Conan. Ce dernier le soupçonne d'être Rum parmi d'autres candidats potentiels. Il semble qu'il soit un haut gradé des Services Secrets Japonais.                                                                                           |       | Tome 86    |
| Commissaire Jūzō Megure        | L'inspecteur Megure travaille au commissariat central de Tokyo. Il est le représentant de la police, pour la préfecture de Tokyo et les territoires sous sa juridiction, lors des différentes affaires du manga. S'il a un grand respect pour Shinichi Kudō, pour son ancien collègue, Kogorō Mouri, c'est une autre affaire. Bien qu'avec le temps, ces différentes réussites lui ont permis de remonter dans son estime. |       | Tome 1     |
| Inspecteur Wataru Takagi       | L'inspecteur Takagi est une nouvelle recrue de la 1re division du commissariat de Tokyo, chargée des affaires criminelles. Son mentor, Wataru Date, est mort un an auparavant. Takagi est comme la quasi-totalité de ses collègues amoureux de la belle et fringante inspectrice Sato. Au cours des différentes intrigues, il finit par se rapprocher d'elle au point de devenir son petit ami. Naturellement enjoué et travailleur, sa gentillesse lui vaut le respect de tous, mais sa proximité avec Miwako Sato le place sous la jalousie de ces collègues. Il n'y a bien que Chiba, non intéressé par Sato, qui soit son meilleur ami. |       | Tome 18    |
| Inspectrice Miwako Sato        | Inspectrice aux ordres du commissaire Megure, qui fait presque office de père de substitution, elle est la seule femme de la 1re division chargée des affaires criminelles. L'inspectrice Sato développe au fur et à mesure des sentiments pour son jeune collègue, Wataru Takagi. Alors que ses sentimenst commencèrent à se développer, Takagi lui fait peu à peu penser à son ancien amoureux, Jinpei Matsuda, mort dans un accident à la bombe 3 années plus tôt. |       | Tome 19    |
| Inspecteur Kazunobu Chiba      | Comme il n'est pas intéressé par Sato, Chiba devient rapidement le meilleur ami de Takagi. Lui aussi est très gentil et serviable. Enfant, il connait Naeko Miike qui est son amie. Il montre déjà une certaine droiture qui préfigure son entrée dans la police. Secrètement amoureux d'elle, il ne décrypte pas à temps son message secret. Pire, lorsqu'il la rencontre bien des années après, lorsque Naeko rentre dans la police de Tokyo à la sécurité routière, il ne la reconnait même pas. Pour autant, il se montre attaché à elle et finit par se poser des questions sur l'identité de cette nouvelle partenaire.               |       | Tome 27    |
| Inspecteur Ninzaburo Shiratori | Membre de la police de Tokyo, chargé des affaires criminelles, il est au départ un fervent admirateur de l'inspectrice Sato au point d'en être amoureux et jaloux de Takagi. Avec le temps, il finit par se rapprocher de Mlle Kobayashi, l'institutrice des détectives juniors. En effet, elle est la petite fille qu'il a rencontré garçon dans une bibliothèque. C'est cette dernière qui, en récompense, lui offrit une petite couronne de fleur de Sakura en papier et lui donna envie de rejoindre la police. S'il finit par se faire accepter d'elle, il n'en ai pas encore son petit ami.                                           |       | Tome 21    |
| Yumi Miyamoto                  | Elle est agente à la sécurité routière de la préfecture de Tokyo. Très amie avec l'inspectrice Sato, elle aime taquiner le timide Takagi au sujet de son amour pour cette dernière. Quand Naeko Miike débarque au commissariat, elle travaille en duo avec elle. Elle est la petite amie du champion de shôgi Shuukichi Haneda, mais attend que celui-ci gagne les 7 titres du shôgi pour accepter sa demande en mariage. |       | Tome 21    |
| Naeko Miike                    | Amie d'enfance de l'inspecteur Chiba, sa rencontre avec lui la profondément marquée. Adulte, elle rejoint le commissariat de Tokyo dans sa section sécurité routière. Elle travaille avec l'agente Yumi. Naeko est secrètement amoureuse de Chiba depuis l'école primaire. Elle lui avait laissé une cassette vidéo pour lui avoué son amour, mais il ne l'a pas retrouvé à temps. À plusieurs reprises elle côtoie l'inspecteur Chiba, espérant que celui-ci la reconnaisse, mais en vain. Dans cette mission, elle est parfois aidée par Yumi.                                                                                            |       | Tome 71    |
| Inspecteur Yuminaga            | Connaissance de Kogorō, il est responsable de la section des incendies, et comprend rapidement la vive intelligence de Conan, qu'il n'hésite pas à laisser s'exprimer. |       | Tome 39    |
| Inspecteur Momose              | Il est responsable de la section des vols. |       | Tome 38    |
| Kiyonaga Mastumoto             | Il est le préfet de police de Tokyo jusqu'à ce qu'il se fasse remplacer par le commissaire Kuroda de Nagano. |       | Tome 8     |

### Préfecture de Nagano
| Nom                                    | Informations éventuelles | Image | Apparition |
| -------------------------------------- | --- | ----- | ---------- |
| Inspecteur Taka'aki Morofushi (Kome'i) | L'un des trois inspecteurs de Nagano avec Kansuke Yamato et Yui Uehara. Lui et Yamato sont rivaux - mais grands amis - depuis l'enfance. Intelligent, raffiné, courtois, il sait aussi risquer sa vie quand il le faut. Il est surnommé "Kome'i", en référence au célèbre stratège chinois Zhuge Liang. En vérité, Taka'aki est le frère de Hiromitsu Morofushi, alias Scotch, collègue de Bourbon dans les SSJ, ayant infiltré l'Organisation avec lui, et s'étant suicidé (Bourbon croit à tort qu'il a été tué par Akai). Il semble que Bourbon tente de rentrer en contact avec Kome'i, et qu'il lui ait envoyé le téléphone de Scotch après sa mort. Cependant, l'ancien patron de Komei, Hyoue Kuroda, recommande à ce dernier de ne pas s'approcher de Bourbon pour certaines raisons, lui ayant potentiellement révélé qui est Rum … |       | Tome 65    |
| Inspectrice Yui Uehara-Torada          | L'une des trois inspecteurs de Nagano, amoureuse de Yamato. Tout comme ses collègues, elle est très réceptive à la vive intelligence de Conan. |       | Tome 59    |
| Inspecteur Kansuke Yamato              | L'un des trois inspecteurs de Nagano. Un peu bourru, il a perdu l'oeil gauche à la suite d'un accident lorsqu'il traquait un suspect, qui l'a également temporairement handicapé. |       | Tome 59    |

### Autres départements de police
| Département  | Nom                                                      | Informations éventuelles | Image | Apparition                         |
| ------------ | -------------------------------------------------------- | --- | ----- | ---------------------------------- |
| Izu-Shizuoka | Commissaire Sango Yokomizo                               | Il est le frère jumeau de Jugo Yokomizo. Il est la face enjouée de la fratrie. |       | Tome 6                             |
| Kanagawa     | Commissaire Jugo Yokomizo & Inspectrice Chihaya Hagiwara | Jugo est le frère jumeau de Sango Yokomizo. Il est d'un naturel taciturne. Chihaya est responsable de la circulation routière et maîtrise la moto comme personne. D'un naturel enjoué, elle a des sentiments pour Jugo. Elle a sauvé Conan de la mort lors d'une enquête et ils ont collaboré pour retrouver des ravisseurs. |       | Tome 34 & Tome 101                 |
| Gunma        | Commissaire Misao Yamamura                               | Incompétent au possible, il semble s'améliorer au fil des tomes. Il apparaît pour la première fois dans l'épisode n°96 - SP4 - Le clou du spectacle. |       | Tome 14                            |
| Kyoto        | Commissaire Fumimaro Ayanokoji                           | Issu de la haute noblesse japonaise, légèrement condescendant et collet monté, il ne se sépare jamais de son tamia apprivoisé, Maro-chan. |       | Tome 95, mais aussi dans le Film 7 |

### FBI
Les agents du FBI investissent le Japon à partir des tomes 24 à 27 pour lutter contre l'Organisation et capturer Vermouth.
| Nom            | Informations éventuelles | Image | Apparition |
| -------------- | --- | ----- | ---------- |
| Shûichi Akai   | Pièce maîtresse du FBI. |       | Tome 29    |
| Jodie Starling | Ancienne professeure d'anglais au lycée de Ran, elle s'était rapprochée d'elle, de Conan et de Ai, afin d'enquêter sur eux, car Vermouth, sa némésis, s'intéressait à ces personnes. Conan la soupçonne un temps d'être Vermouth, car elles sont toutes deux américaines, se ressemblent et ont pratiquement le même âge. Finalement, il comprend qui elle est et collabore avec elle pour protéger Ai et tenter de capturer Vermouth. L'opération échoue, mais le FBI reste au Japon afin de poursuivre incognito leurs activités, essayer de démanteler au mieux l'Organisation, avec l'aide de Conan. Jodie s'est souvent interrogée sur la grande maturité du garçon et n'hésite pas à faire appel à ses services dans leurs enquêtes. Jodie en veut à Vermouth qui a tué ses parents, agents du FBI, il y a 20 ans (mais qui l'a épargnée), car ils enquêtaient sur elle et avaient découvert quelque chose de crucial. Jodie comprend alors, mais n'arrive pas à se l'expliquer, que Vermouth, alias Chris Vinyard, actrice de renom, ne vieillit pas et s'est même fait passer pour sa "mère" Sharon Vinyard. Jodie Saintemilion, de son vrai nom Starling, ne cache pas ses sentiments pour son collègue Shuichi Akai, dont les histoires sont similaires. Elle considère André comme un ami proche et James comme un père. Elle apparait pour la première fois dans l'épisode n°226 - Le piège du jeu de combat. |       | Tome 27    |
| James Black    | Le chef des enquêteurs du FBI envoyés au Japon pour traquer Vermouth. Il semble être en lien avec de nombreuses agences de renseignement internationales, et, de par son ancienneté, agit comme un figure paternelle envers Akai, Jodie et Camel. Conan l'a un temps suspecté d'être en lien avec l'Organisation, avant de comprendre qui il était vraiment. James est très proche de la famille Akai et était au courant qu'il avait maquillé sa mort. Avec ses agents, et avec la complicité des Kudō, il reste au Japon pour poursuivre le combat contre l'Organisation. Il a récemment décidé de ramener toute l'équipe aux États-Unis pour repenser leur stratégie d'attaque, après les meurtres en série des Hommes en noir contre le FBI. Il apparaît pour la première fois dans l'épisode n°258 - L'homme de Chicago. |       | Tome 32    |
| André Camel    | Cet agent est envoyé au Japon pour prêter main-forte aux autres dans l'Affaire Kir, à l'Hôpital d'Haido. Il est au départ soupçonné d'être un espion de l'Organisation, mais en réalité, ses méthodes brutes, individualistes et intrigantes n'ont pour but que de protéger les siens. Car autrefois, il fut en partie responsable de l'échec d'une mission de capture de Gin, qui se solda par la mort d'Akemi et la fuite d'Akai (en réalité, tout avait été orchestré d'avance par Rum). Depuis, cherchant toujours à se racheter, il reste au Japon avec ses collègues pour continuer la lutte, se retrouvant en grand danger lorsque l'Organisation voulut le piéger sur une île au large de Tokyo. Sauvé par ses amis, il doit néanmoins changer d'apparence pour garder son identité plus secrète que jamais. En effet, Korn semble se souvenir de lui, alors que Kir est censée avoir "tué" Camel... Il apparaît pour la première dans l'épisode n°495 - La confrontation du rouge et du noir. |       | Tome 58    |

### CIA
La CIA infiltre l'Organisation en envoyant successivement deux agents d'envergure : Ethan Hondo, puis sa fille Hidemi, avec leurs personnes-contact.
| Nom          | Informations éventuelles                                                                                             | Image | Apparition |
| ------------ | --- | ----- | ---------- |
| Hidemi Hondo | |       | Tome 48    |
| Ethan Hondo  | Il est mentionné dès le tome 53. Agent double infiltré dans l'Organisation, il est le père de Kir et d'Eisuke Hondo. |       | Tome 56    |

### NPASB-PSB
Les services services secrets japonais ont également infiltré l'Organisation en y envoyant plusieurs agents.
| Nom                 | Informations éventuelles | Image | Apparition |
| ------------------- | --- | ----- | ---------- |
| Hyoue Kuroda        | Voir plus haut. |       | Tome 86    |
| Rei Furuya          | Il apparaît au Vol. 75. Il est le spécialiste des enquêtes de l'Organisation, et est envoyé à la suite du « décès » d'Akai, pour, officiellement, retrouver Sherry, et, officieusement, vérifier que Shuichi Akai, son grand rival, est bien mort. Il lui voue en effet une haine farouche depuis qu'il le juge responsable de la mort de son ami et collègue Scotch. Car en réalité, Bourbon est un agent des Services Secrets Japonais (sous les ordres de Hyoue Kuroda), qui a infiltré l'Organisation avec son collaborateur Scotch, et il savait que Akai était lui aussi un infiltré du FBI. Convaincu que Sherry et Kogorō sont liés, il se fait engager comme serveur au Café Poirot, sous le patronyme "Tooru Amuro", puis devient le premier apprenti de Kogorō, afin de pouvoir mieux l'espionner et se rapprocher de sa famille. Il finit par découvrir que Sherry va fuir la région par le célèbre Mystery Train. Il embarque à bord, sans savoir que Masumi et Okiya (Akai déguisé), s'y trouvent également. Ce dernier, avec ses alliés, va tenter de l'empêcher, lui, Vermouth et l'Organisation, de coincer Sherry dans le train, en se débrouillant pour la faire réellement apparaître et tromper leur vigilance. C'est ainsi que Kid se déguise en elle et fait croire à Bourbon qu'elle périt dans une explosion. Bourbon semble convaincu de la mort de Sherry, mais demande à poursuivre son enquête officieuse sur Akai. En effet, se déguisant, lui ou Vermouth à tour de rôle, en Akai pour "tester" ses proches, il finit par découvrir qu'il est bien vivant et qu'il se déguise en Subaru Okiya. Il tente, un soir, une opération pour le coincer, mais échoue, se jurant cependant de le retrouver tôt ou tard. On découvre alors son vrai nom : Rei Furuya, dit "Zéro". Un soir, il s'introduit à nouveau chez les Kudō. Là, Akai se montre sous son vrai jour, mais les Kudō apparaissent et proposent un "plan de réconciliation" au nom de leur lutte commune contre l'Organisation. Bourbon semble alors comprendre que Scotch s'est suicidé par sa faute, et qu'Akai, ayant voulu le sauver, n'y était pour rien. Désormais, il se concentre sur sa nouvelle mission, mis sous pression par RUM : retrouver Shinichi Kudō. Il commence alors à comprendre que le jeune détective Edogawa, qui l'intrigue tant, et Shinichi sont une seule et même personne… Avec son collègue Yuya Kazami, ils s'intéressent également, depuis peu, à l'Affaire Haneda. Indirectement, Bourbon doit aussi protéger Kogorō de Rum, qui l'a récemment approché, le croyant un danger pour l'Organisation… Dans sa jeunesse, il a connu Akemi Miyano, dont il était amoureux, ainsi que ses parents, Atsushi et Elena. Il a toujours souhaité retrouver cette dernière au sein de l'Organisation. Il juge également Akai responsable de la mort d'Akemi, et a beaucoup hésité avant de "tuer" sa soeur Sherry. Bourbon a un passé bien triste : nombre de ses collègues policiers sont morts en service : Wataru Date, Jinpei Matsuda et Kenji Hagiwara. Il semble également avoir découvert le secret de Vermouth… Il apparait pour la première fois dans l'épisode n°667 - Veille de mariage. |       | Tome 75    |
| Hiromitsu Morofushi | Il est mentionné dès le Vol. 85 et apparaît en flash-back au Vol. 88-89. De son vrai nom Hiromitsu Morofushi, cet agent des Services Secrets Japonais est le petit frère de Taka'aki Morofushi (dit Komei), ainsi que l'ami d'enfance de Bourbon, avec lequel il a infiltré l'Organisation. Découvert un jour par cette dernière, il tente de fuir, puis, rattrapé par Akai, de se suicider. Ce dernier cependant lui révèle sa véritable identité et cherche à l'aider ; malheureusement, Bourbon arrive pour le sauver, et, se croyant cerné par des ennemis, Scotch se suicide finalement. Pour préserver Bourbon, Akai acceptera d'endosser la responsabilité de sa mort...avant que Bourbon ne découvre tout bien plus tard. Taka'aki finit lui aussi, de par Kuroda son ancien chef, par comprendre les liens entre son frère, Bourbon et l'Organisation, et choisit de ne pas se rapprocher de ce dernier, ayant compris qui est Wakita. |       | Tome 89    |
| Yuya Kazami         | |       | Tome 94    |
| Muga Iori           | Voir plus bas. |       | Tome 92    |

### MI6
Il semblerait que le MI6 s'intéresse également à l'Organisation.

Mary Akai-Sera
Elle apparaît au Vol. 84 sur une photo de Masumi Sera, puis officiellement au Vol. 84. Il s'agit de la mère de Masumi, Shuichi Akai et Shukichi Haneda, ainsi que la femme de Tsutomu Akai, mais aussi la sœur d'Elena Miyano. Agente du MI6 britannique, Mary, qui cherchait à savoir ce qu'était devenu son mari disparu après l'Affaire Haneda (sur laquelle il enquêtait), est un jour coincée par l'Organisation (dont Vermouth), qui l'empoisonne à l'APTX 4869. En fait, Mary n'en meurt pas, et rapetisse, à leur grande surprise, plongeant dans la rivière pour leur échapper - ils la croient alors morte. Ensuite, elle et sa fille se réfugient au Japon, où se trouvent déjà ses deux autres fils, qui ignorent plus ou moins ce qui lui est arrivé. Depuis, Mary et Masumi se cachent d'hôtel en hôtel, cherchant un antidote avant de pouvoir contre-attaquer. Mary, ayant un jour reconnu Conan à Wimbledon, et se souvenant de ce jeune Shinichi rencontré il y a 10 ans sur une plage, envoie secrètement Masumi près de lui pour, d'une part, savoir ce qui est arrivé à Shuichi (car Conan semble l'avoir revu par la suite), et, d'autre part, savoir s'il possède lui aussi un antidote ou non. Si Conan a plus ou moins compris qui est Mary, il ignore cependant beaucoup de choses encore, et Mary elle-même ignore qu'AI Haibara est sa nièce. Il est à noter que le rajeunissement de Mary, contrairement à Conan, est très étrange : elle passe d'une cinquantaine d'années au stade de préadolescente, tout en conservant ses facultés mentales et physiques d'adulte, et elle semble être tombée curieusement malade depuis l'ingestion de l'APTX. Pour l’instant, ni Conan ni Mary ne se font mutuellement confiance, bien que Conan ait encore un antidote sur lui. Il découvre alors qu'elle est agent du MI6 (grâce à son message-indice, prouvant que Mary voulait tester la grande intelligence de "Shinichi Kudō", et vérifier qu'il est vraiment de leur côté : "La petite sœur hors du territoire").

### Interpol
Yusaku mentionne dès le tome 6 qu'Interpol pourrait également les aider à démanteler l'Organisation.

## L'Organisation des hommes en noir
| Nom                    | Informations éventuelles | Image   | Apparition                                                                                    |
| ---------------------- | --- | ------- | --------------------------------------------------------------------------------------------- |
| Le Boss                | Article détaillé : Le Boss (Détective Conan) . |         | Mentionné dès le tome 24, puis abordé au tome 30 et officialisé au tome 95.                   |
| Rum                    | Second de l'Organisation, bras droit du Boss, c'est un vieil homme borgne de l'œil gauche, richissime et aussi intelligent qu'impitoyable, quoique très impatient. Cela lui a causé beaucoup de déboires par le passé, notamment lors de l'Affaire Haneda il y a 17 ans. Actuellement, il a décidé d'entrer en scène pour mener à bien plusieurs missions, auprès d'individus qui menacent gravement l'Organisation. Pour cela, il se rapproche de Kogorō Mouri, en se faisant "embaucher" comme serveur au restaurant de sushis "Beika Iroha", situé à côté de l'agence, devenant même le "second disciple de Kogorō" après Amuro ... Il s'invente ainsi une fausse identité : "Kanenori Wakita", qui est une anagramme de "Toki Wa Kane Nari", ce qui signifie "Le temps c'est de l'argent" ("Time is Money"), qui est la signature des SMS qu'il envoie régulièrement à Bourbon, démontrant ainsi une fois de plus son caractère très impatient. Peu de personnes ont jamais vu Rum sous son vrai jour, et encore moins sous son vrai nom ; il se cache régulièrement sous différentes identités, parfois féminines, parfois masculines, parfois vieillies. Il semble communiquer discrètement avec Bourbon. |         | Mentionné dès le tome 85, déguisé au tome 92, officialisé au tome 100 (et apparu au tome 58). |
| Gin                    | Article détaillé : Gin (Détective Conan) . |         | Tome 1                                                                                        |
| Vodka                  | Article détaillé : Vodka (Détective Conan) . |         | Tome 1                                                                                        |
| Vermouth               | Article détaillé : Vermouth (Détective Conan) . |         | Tome 24                                                                                       |
| Kir                    | |         | Tome 48                                                                                       |
| Chianti et Korn        | Ce sont une snipeuse et un sniper de l'Organisation, connus pour excellents. Ils sont aussi d'une cruauté sans bornes, et Chianti veut tuer Vermouth, qui a manipulé les sentiments de leur collègue Calvados à son égard pour l'envoyer au casse-pipe. Korn, plus silencieux et taciturne, semble avoir une excellente mémoire, se rappelant que Rum l'avait embauché pour abattre les agents du FBI au hangar, avant de finalement renoncer - il lui avait à ce moment envoyé une photo de Camel. Kir craint que Korn ne se souvienne à nouveau de Camel, qu'ils savent désormais en vie, car il pourrait faire le lien avec l'épisode de "l'exfiltration" de Kir, qui est censée avoir tué Camel... |         | Tome 48                                                                                       |
| Bourbon                | Voir plus haut, Rei Furuya. |         | Tome 75                                                                                       |
| Sherry                 | Voir Ai Haibara. |         | Tome 18                                                                                       |
| Calvados               | C'est un sniper d'élite, amoureux de Vermouth, qui le manipula pour le faire venir au Japon, au cas où quelqu'un s'interposerait dans sa capture de Sherry (on ignore l'origine de beaucoup de membres de l'Organisation). Calvados neutralise Jodie puis tente de tuer Ran, avant d'être neutralisé à son tour par Shuichi Akai. Il finit par se suicider, ce qui enragera ses collègues Chianti et Korn. |         | Tome 42                                                                                       |
| Pisco                  | Ce vieil homme est l'un des membres les plus anciens de l'Organisation, très proche du Boss. Grâce à cela, il devint un richissime producteur automobile, Kenzo Masuyama, et ses finances ne cessaient d'augmenter. Le Boss l'envoya un jour assassiner Shigehiko Nomiguchi, un avocat et politicien corrompu qui s'apprêtait à révéler que l'Organisation le finançait - et avait demandé pour ça la protection de la police. Il s'était néanmoins rendu à une soirée mondaine et y perdit la vie, tué par Pisco dans un stratagème que Conan parvient à résoudre. Ce faisant, il reconnaît Sherry sous la forme d'Ai et la capture, l'enfermant seule dans une cave à vins. Il est en effet un vieil ami des Miyano, et a vu Ai grandir, ainsi qu'Akemi. Cependant, Pisco, peut-être à cause de son grand âge, commet beaucoup d'erreurs ce soir-là, laissant plusieurs indices, et laissant plus ou moins volontairement son ordinateur allumé, ce dont Ai profite pour récupérer des informations sur l'APTX ainsi que des disquettes. Elle échappe un temps à Pisco, qui doit la tuer à contrecœur, par la cheminée, avant d'être sauvée par Conan, qui démasque Pisco. Gin arrive ensuite, ayant l'ordre du Boss d'abattre Pisco, "qui a suffisamment rêvé avec l'argent de l'Organisation", car il a été photographié en train de tirer dans la salle - il n'a pas le temps de révéler à Gin qui est Ai. Plus tard, dans le film 13, Irish, qui le considérait comme un père, voudra venger sa mort en trahissant l'Organisation, laissant entendre que le Boss voulait se débarrasser depuis longtemps de son dispendieux ami. |         | Tome 24                                                                                       |
| Tequila                | Membre de l'Organisation, spécialiste informatique, ce géant meurt dans une explosion, à la suite d'un échange malheureux de mallettes lors d'une affaire. Il devait rencontrer dans un bar un homme de la société de jeux vidéo Mantendo, censé lui laisser une liste de programmeurs informatiques d'élite répartis de par le monde, pour la fournir à l'Organisation. Celle-ci, ayant appris sa mort, fait sauter le bar pour ne laisser aucune trace. Tequila avait sollicité cette rencontre par dépit, car Suguru Itakura, qu'il faisait chanter, le faisait attendre et refusait de continuer "le mystérieux projet de l'Organisation". |         | Tome 12                                                                                       |
| Rye                    | | Tome 29 |                                                                                               |
| Scotch                 | Voir plus haut. |         | Tome 88                                                                                       |
| Akemi Miyano           | |         | Tome 2                                                                                        |
| Atsushi & Elena Miyano | Elena, surnommée "l'Ange de la Mort", est d'origine britannique ; c'est la sœur de Mary Sera, la mère de Shuichi et de sa famille. Comme son époux Atsushi, surnommé "le Savant Fou", c'est une scientifique ; tous deux semblaient avoir découvert le "Silver Bullet", un médicament aux propriétés incroyables, qui fut ensuite convoité par le Groupe Karasuma, obscure officine pharmaceutique, en vérité "l'Organisation des Hommes en Noir". Étant ainsi exploités par l'Organisation, dont les buts n'étaient rien d'autre que la création d'un médicament manipulant la vie et la mort, le couple finit par disparaître dans un mystérieux incendie avec tous leurs travaux. Leur fille cadette, Shiho, sera plus tard forcée de reprendre leurs travaux depuis le début, et leur fille aînée, Akemi, sera assassinée à la suite de la fuite d'Akai. Les Miyano ont fréquenté Bourbon quand il était plus jeune, et connaissaient très bien Pisco, l'un des plus anciens membres de l'Organisation. Elena, avant sa disparition, avait réalisé des cassettes destinées à Shiho, y dévoilant certains secrets sur le futur APTX 4869. Ai mettra finalement la main dessus, découvrant de nouvelles vérités au sujet du médicament. Pour certaines raisons que l'on ignore encore, Vermouth hait toute la famille Miyano. |         | Mentionnés dès le tome 24, puis 38 à 42, et apparaissent officiellement au tome 95.           |
| Ethan Hondo            | Voir plus haut. |         | Tome 56                                                                                       |
| Ki'ichiro Numabuchi    | Ce tueur en série sanguinaire est recherché dans tout le pays. C'est en réalité un ancien cobaye qui a échappé à l'Organisation, devenu fou et tuant tout le monde autour de lui, voyant des Hommes en Noir partout. Finalement, un policier d'Osaka se sert de lui et lui fait porter le chapeau pour plusieurs meurtres afin de se disculper - d'autant que Numabuchi était responsable de la mort de son père et qu'il voulait se venger. Numabuchi tentera de poignarder Conan pour s'enfuir, mais ce dernier en réchappera grâce au pendentif fétiche d'Heiji. Finalement, il est appréhendé et emprisonné, mais s'enfuira à nouveau pour observer une dernière fois les lucioles dans la nature, avant d'être condamné à mort. |         | Tome 19                                                                                       |
| Rikumichi Kusuda       | Cet agent de l'Organisation, se faisant passer pour un patient, devait repérer Rena Mizunashi à l'Hôpital d'Haido et organiser son enlèvement. Akai et Conan le démasquent et il tente de fuir, menaçant de faire sauter l'hôpital. Akai le poursuit et Kusuda, effrayé, se suicide d'une balle dans la tête. Plus tard, son corps sera utilisé pour fausser la mort d'Akai |         | Tome 57                                                                                       |

## Personnages secondaires

### Entourage de Conan et des Mouri
| Nom              | Informations éventuelles | Image | Apparition |
| ---------------- | --- | ----- | ---------- |
| Eri Kisaki       | Eri Kisaki est la mère de Ran Mouri et la femme - bien que séparée - de Kogorō Mouri. Brillante avocate, l'un de ses running gags est de recôtoyer Kogorō le temps d'une aventure, de retomber amoureuse jusqu'à ce que Kogorō reparte de travers. Dans le fond, elle est toujours amoureuse de Kogorō qu'elle a rencontré dans sa jeunesse, et leurs relations s'améliorent au fil du temps. Elle apparaît pour la première fois dans l'épisode n°32 - Meurtre au coffee shop |       | Tome 11    |
| Sonoko Suzuki    | La meilleure amie de Ran. Elle est une héritière du clan Suzuki, à la tête d'un gigantesque empire financier. Sonoko se retrouve souvent impliquée dans des affaires du fait que Conan reste attaché à Ran. Depuis une erreur de flèche anesthésiantes (ép. 34-35), Conan se sert d'elle pour faire apparaître la "grande détective Sonoko", quand il n'a pas la possibilité de faire appel à quelqu'un d'autre. Sonoko est quelqu'un de très attentionnée envers son physique. Un peu folle, elle aime mordre la vie à pleine dent sans pour autant se laisser faire par les personnes quelles rencontre. A la recherche du grand amour, elle tombe facilement amoureuse ou en admiration pour les jeunes hommes qu'elle rencontre. Elle maintient ce comportement même après avoir rencontré son petit ami Makoto Kyōgoku, bien qu'il tend à diminuer. La sœur de Sonoko, Ayako, est étudiante en cinéma et mariée à l'héritier Yuzo Tomizawa. Elle apparaît pour la première fois dans l'épisode n°34 - L'Homme aux bandelettes.                                                                                             |       | Tome 5     |
| Makoto Kyōgoku   | Il est le petit ami de Sonoko. C'est également un grand karatéka que Ran admire. Il a sauvé Sonoko d'un psychopathe. Il apparaît pour la première fois dans l'épisode n°154 - Un été dangereux pour Sonoko. |       | Tome 22    |
| Kazuha Tōyama    | Cette pratiquante d'aïkido est une amie de Heiji Hattori depuis l'enfance. Si au départ elle ne savait pas comment expliquer sa forte attirance envers Heiji, elle finit par comprendre, grâce à Ran, qu'elle possède des sentiments amoureux envers lui. Dès lors, elle essaie de temps en temps de le lui faire comprendre, mais ayant perdu confiance dans la réciprocité de ses sentiments, elle finit par abandonner, attendant à son tour que ce soit Heiji qui lui fasse sa déclaration. Le problème, c'est qu'une nouvelle venue, Momiji Ooka, lorgne sur Heiji de plus en plus. Elle apparaît pour la première fois dans l'épisode n°118 - SP5 - Meurtres en série à Osaka. |       | Tome 19    |
| Sumiko Kobayashi | Elle est l'institutrice des détectives juniors et d'Ai Haibara. De sévère qu'elle était afin d'éviter de créer des conflits dans sa classe, elle s'est finalement radoucie, et cherche toujours des moyens d'encourager ses élèves et de rendre sa classe heureuse. Quand elle était toute gamine, elle offrit un bandeau en papier de fleur de sakura à un jeune garçon, le futur inspecteur Shiratori, donnant à celui-ci son envie d'entrer dans la police. Depuis lors, elle ne supporte pas le mensonge. Au fil des épisodes, elle s'autoproclame secrétaire du club des détectives juniors, elle qui adore les enquêtes policières. C'est à cette occasion qu'elle finit par retrouver l'inspecteur Shiratori. Si tout ne se passe pas comme prévu au départ, elle finit par se rapprocher de lui, bien qu'elle ne soit pas officiellement sa petite amie. Elle accueille avec joie sa nouvelle assistante, Rumi Wakasa, et lui présente les Détectives Juniors - elle semble peut-être consciente que Rumi n'est pas comme les autres. Elle apparaît pour la première fois dans l'épisode n°112 - Le Fantôme de l'école. |       | Tome 16    |
| Azusa Enomoto    | Azusa est la serveuse du café Poirot, en bas de chez Kogorō. De nature très aimable, elle apprécie particulièrement Amuro - alias Bourbon - qui s'est fait embaucher au café. De temps en temps, elle nourrit un chat qui passe dans le coin, Taii. Son look a changé à 3 reprises. Vermouth la personnifie un jour pour pouvoir enquêter plus librement avec Bourbon sur une affaire liée à RUM. Elle apparaît dans l'épisode n°350 - Oubli de téléphone portable. |       | Tome 43    |
| Yoko Okino       | Chanteuse, idol et popstar ultra-célèbre dont Kogoro est fan. Depuis que ce dernier (en vérité Conan) a résolu une enquête privée la concernant, elle se tourne régulièrement vers lui pour d'autres enquêtes ou menus services, envoyant fréquemment aux Mouri ou à leurs amis des invitations à des évènements particuliers. |       | Tome 1     |
| Nakamichi        | C'est un copain de classe de Shinichi, fan de foot lui aussi. Il est présent et acquiert plus d'importance lors de l'affaire de Kyoto. |       | Tome 44    |

### Famille Sera-Akai-Haneda
| Nom              | Informations éventuelles | Image | Apparition                                                        |
| ---------------- | --- | ----- | ----------------------------------------------------------------- |
| Mary Sera-Akai   | Voir plus haut. |       | Tome 84                                                           |
| Tsutomu Akai     | Il s'agit du mari de Mary Sera, et du père de Shuichi Akai, Masumi Sera et Shukichi Haneda. Il est, comme son épouse, britannique. On ne connaît pas exactement sa profession : journaliste, enquêteur, agent secret du MI6... Tenant la justice et la vérité très à cœur, il a enquêté sur l'Affaire Haneda, étant proche de cette famille, avant de disparaître mystérieusement. Il recontacte un jour sa propre famille pour leur dire de l'oublier, de le considérer comme mort, car il est en danger, et ils doivent aller se réfugier au Japon. Il semblerait que Tsutomu soit un bon praticien de Jeet Kune Do, qu'il a transmis ensuite à sa famille ; il paraît assez imposant physiquement, et plutôt sombre. |       | Mentionné aux tomes 89-90, il apparaît officiellement au tome 92. |
| Shuukichi Haneda | Champion de shogi, rival du tenant du titre suprême Chikara Katsumata, c'est aussi le petit-ami de Yumi Miyamoto, ainsi que le petit frère de Shuichi Akai, le grand frère de Masumi Sera, et donc le fils de Tsutomu et Mary Sera-Akai. Extrêmement intelligent et observateur, à l'instar de Conan et de sa propre famille, il semble aussi être le plus affable de sa fratrie. Fan de Kohji Haneda, qu'il a probablement connu étant jeune, Shukichi a été adopté par la riche famille de ce dernier après sa mort, et rêve de succéder à Kohji comme héritier des Haneda et nouveau prodige du shogi. Il est encore difficile de comprendre pourquoi lui se nomme Haneda, et les autres membres de sa famille Akai et Sera. Shukichi semble savoir que sa sœur et son frère (ainsi que sa mère ?) se trouvent au Japon, à Tokyo, mais ignore, comme tous, ce qu'il advient de son père. Il se met parfois en danger inutilement. |       | Tome 80                                                           |
| Masumi Sera-Akai | Détective lycéenne, nouvelle amie de Ran et Sonoko, elle s'intéresse secrètement à Conan, quelle surnomme "le sorcier". Elle l'a rencontré il y a 10 ans puis à Wimbledon, et elle sait qu'il a rapetissé à cause de l'APTX, car sa propre mère, agente du MI6, en a été victime elle aussi. Masumi cherche ainsi désespérément l'antidote pour guérir sa mère, Mary Sera, et compte, pour cela, sur l'aide d'Ai Haibara. Conan se méfie d'elle, et sait qu'elle est la petite soeur de Shuichi Akai (qu'elle croit mort), et que sa famille est poursuivie par l'Organisation, en lien avec l'Affaire Haneda. Masumi a grandi au Royaume-Uni, d'un père japonais qu'elle n'a jamais connu (Tsutomu Akai, et qu'elle croit mort également), d'une mère britannique, liée à la famille Miyano. Elle connaît également la Famille Haneda, de par son autre frère Shukichi, champion de shogi, et a de temps à autre voyagé aux Etats-Unis. Masumi est obligée de se cacher d'hôtel en hôtel avec sa mère, et voit rarement son autre frère. |       | Tome 73                                                           |

### Autres
| Nom         | Informations éventuelles | Image | Apparition |
| ----------- | --- | ----- | ---------- |
| Momiji Ooka | Richissime héritière de la noble famille Ooka de Kyoto, cette lycéenne séduisante croit fanatiquement (à tort) qu'Heiji lui a déclaré sa flamme quand ils étaient enfants, et fait tout depuis pour le draguer et l'épouser ; bien qu'elle sache pertinemment qu'Heiji aime Kazuha. Championne de karuta, son grand-père, le patriarche Ooka, semble connaître Hyoue Kuroda. Momiji est assistée dans presque tous ses déplacements par son majordome et garde du corps, Muga Iori. |       | Tome 91    |
| Muga Iori   | Majordome et garde du corps de Momiji Ooka, il se plie à ses moindres caprices, notamment ceux d'approcher et d'espionner Heiji, et de l'aider à le séduire. Il semble bien connaître Hyoue Kuroda et même avoir travaillé avec lui par le passé, au sein des services secrets japonais. Il se faisait alors appeler « Sakakibara », ce qui lui rappelle des souvenirs douloureux. Vraisemblablement, il connaîtrait aussi Amuro et son passé. |       | Tome 92    |
| Soshi Okita | Kendoka émérite, rival d'Heiji, sosie de Shinichi. Conan et Ran le rencontrent à Osaka puis à Kyoto. Par la suite, il se fait passer pour Shinichi afin de dissiper les doutes sur le supposé « retour » de Shinichi Kudō. |       | Tome 31    |
| Rumi Wakasa | Timide et maladroite, elle vient assister le professeur Kobayashi dans la classe de Conan, étant donné le grand nombre de nouveaux élèves l'ayant récemment rejointe. Bien plus intelligente, forte et cruelle qu'il n'y paraît, souffrant visiblement d'un problème à l’œil droit, et gardant une mystérieuse pièce de shogi sur elle, Conan la soupçonne d'être RUM. Elle paraît en effet bien plus que liée à l'Affaire Haneda ainsi qu'à Asaka, le mystérieux garde du corps en fuite dont on ignore jusqu'au sexe, suspecté du double meurtre perpétré 17 ans auparavant aux États-Unis. Elle semble avoir connu personnellement Kohji Haneda, et a peut-être été « témoin » de sa mort, voire l'a peut-être assassiné. Elle est possiblement l'agent privé de RUM, chargée de piéger tous ceux s'intéressant de trop près à l'Affaire Haneda (son nom rappelle "ASACA RUM"), tout en étant peut-être celle qui cherche désespérément à abattre l'Organisation en attirant l'attention sur l'affaire en secret. Elle semble savoir qui sont Conan et Ai, et dispose curieusement d'une liste des personnes empoisonnées à l'APTX, mais n'agit pas pour le moment ; elle connaît aussi toute la famille Miyano visiblement. Elle déteste Kuroda pour une raison que l'on ignore, et vit dans un luxueux appartement, portant d'étranges cicatrices sur son épaule. Elle a peut-être attiré l'attention de Bourbon et Kazami récemment. |       | Tome 91    |

### Anciens personnages

#### Eisuke Hondo
Il apparaît au Vol. 49. C'est un nouvel élève au lycée de Ran, et il se lie rapidement d'amitié avec cette dernière (qu'il courtisera un temps) ainsi que Sonoko. Particulièrement maladroit, il est méprisé par Conan, qui se méfie toutefois de lui, qu'il pense d'abord être un espion envoyé par l'Organisation pour enquêter sur l'accident de Rena Mizunashi (Kir), qui avait rencontré Kogorō peu avant. En vérité, Rena, alias Hidemi Hondo, est la sœur d'Eisuke, et il la cherchait depuis sa disparition ; celle-ci était en fait agent de la CIA, tout comme son père Ethan, et avait infiltré l'Organisation à la suite de la mort de ce dernier.
Plus tard, comprenant que sa sœur va rester au sein des Hommes en Noir dans le cadre de sa mission, il décide d'émigrer aux États-Unis, dans l'espoir de rejoindre, comme elle et son père, la CIA, révélant au passage à Conan qu'il est bien plus intelligent qu'il ne le pense, car il sait que Conan est Shinichi (il l'avait deviné en observant Conan en cachette).

#### Tomoaki Araide
Il apparaît au Vol. 24. Fils du docteur Yoshiteru Araide, assassiné lors d'une visite de Kogorō, il se lie d'amitié avec la famille de ce dernier ; d'autant qu'il exerce aussi en tant qu'infirmier au lycée de Ran, et de temps à autre à l'école Teitan.
Vermouth le personnifie pour pouvoir s'approcher plus facilement de Conan et ses proches, dont notamment Ai. Le FBI, l'ayant rapidement su, le met à l'abri ainsi que sa famille. Puis, une fois Vermouth en fuite, il reprend brièvement son poste au lycée, avant d'ouvrir son propre cabinet, accompagné d'Hikaru Yasumoto, autrefois aide-ménagère de sa famille, devenue son assistante médicale.

## Personnages du passé
| Nom            | Informations éventuelles | Image | Apparition                        |
| -------------- | --- | ----- | --------------------------------- |
| Suguru Itakura | Il était un célèbre informaticien, mondialement réputé, assassiné plus tard par l'un de ses anciens collègues. Conan découvrira alors qu'Itakura était forcé de travailler pour l'Organisation, afin de concevoir un étrange logiciel, dont il confie, dans son journal intime, qu'il causera la perte de l'humanité à terme. Conan et Agasa tentent de mettre la main sur le programme, tout en piégeant l'Organisation - en vain - à travers Vodka. Finalement, Gin récupère le CD et Conan n'en saura pas plus, ayant simplement compris que Tequila et Vermouth avaient fréquemment pris contact avec Itakura, qui les fuyait d'hôtel en hôtel. Itakura confie même qu'un "étrange chat" habite chez Vermouth, qui semble la terrifier... Celle-ci parlait aussi de la capacité de "ressusciter les morts et de combattre le temps, étant à la fois Dieu et le diable... |       | Tome 37                           |
| Kohji Haneda   | Descendant de l'illustre et richissime famille éponyme, fils de Yasuharu et Ichiyo, Kohji était un champion de shogi et d'échecs prometteur, assassiné mystérieusement il y a dix-sept ans, aux États-Unis, au Juke Hotel, ainsi qu'Amanda Hughes qu'il connaissait, lançant ainsi la tristement célèbre affaire. Il semble avoir été empoisonné à l'APTX, qui, étrangement, était mortel à l'époque (son nom se trouve sur la liste, mais d'une manière curieuse - celui d'Amanda est absent...). Les circonstances de ce double meurtre sont énigmatiques, et il semblerait que Kohji se soit battu avant sa mort ; sa chambre ayant été mise sens-dessus-dessous. Il a cependant laissé un message pour désigner son bourreau : un miroir découpé dans l'évier, sous l'eau, avec les lettres "ASACARUM", désignant ainsi Rum, le second de l'Organisation, ainsi qu'Asaka, le mystérieux garde du corps d'Amanda, en fuite...mais aussi Renya Karasuma, le Boss de l'Organisation. Amanda semblait également être en lien avec de nombreuses agences de renseignement internationales... Kohji avait toujours sur lui le pion du « fou promu », qu'il disait lui porter chance, cette pièce étant maîtresse au shogi ; et sa devise était de "toujours s'en tenir au plan de départ". Il semble qu'il ait connu Rumi Wakasa avant sa mort, et celle-ci garde peut-être cette pièce du fou promu dans sa proche, à laquelle elle tient énormément... Depuis lors, une certaine personne tente de relancer en permanence l'enquête sur la mort de Kohji, en publiant systématiquement un site à ce sujet sur Internet, qui est aussitôt effacé, selon toute vraisemblance, par l'Organisation. L'Affaire Haneda a aussi profondément marqué la famille Akai, proche des Haneda, et intéresse beaucoup l'Organisation, au point de vouloir l'étouffer systématiquement, Gin y voyant là un "raté total de la part de Rum". Shukichi Akai était fan de Kohji, et devint champion de shogi pour lui ressembler, au point d'être adopté par les Haneda, amis de sa propre famille. |       | Mentionné dès le tome 89.         |
| Amanda Hughes  | Américaine fortunée, médiatique et très âgée, elle avait de nombreux liens avec les services secrets mondiaux, et fut mystérieusement assassinée il y a 17 ans dans sa chambre du Juke Hotel, aux États-Unis, le même jour que Kohji Haneda, et dans les mêmes circonstances. Impossible de déterminer la cause de sa mort, bien qu'Ai sache que Kohji Haneda se trouvait sur la liste des victimes de l'APTX. Amanda connaissait bien Kohji dont elle était fan, et tous deux s'intéressaient aussi aux échecs ; il semble qu'ils se soient rendus dans la chambre de l'un et de l'autre respectivement et à plusieurs reprises. Le principal suspect de ce double meurtre reste « Asaka », l'énigmatique garde du corps d'Amanda, dont on ignore jusqu'au sexe, et qui s'est volatilisé(e) après l'affaire. Conan soupçonne fortement ce garde du corps d'être un(e) infiltré(e) de l'Organisation, pour faire taire Amanda et tous ceux qui voudraient enquêter sur eux par la suite. |       | Mentionnée dès les tomes 89-90.   |
| Asaka          | Mystérieux garde du corps dont on ignore jusqu'au sexe, affilié à la sécurité rapprochée d'Amanda Hughes, assassinée ainsi que Kohji Haneda il y a dix-sept ans en Amérique. "Asaka" s'est totalement volatilisé(e) après l'affaire, et personne n'a jamais remis la main sur lui/elle jusqu'à aujourd'hui. Conan le/la soupçonne d'être Rumi Wakasa. Asaka portait un miroir de poche à New York ce jour-là, un peu comme celui retrouvé brisé dans la chambre de Kohji, ce qui tendrait à dire que c'est une femme...ou un habitué des miroirs. Dès que le nom d'Asaka apparaît quelque part, ou dès que l'affaire Haneda resurgit, les membres les plus éminents de l'Organisation sont envoyés enquêter sur place pour s'assurer que "l'échec de Rum il y a 17 ans" ne soit pas connu du grand public. Pourtant, le nom "Rumi Wakasa" semble ne gêner aucun membre de l'Organisation jusque-là… |       | Mentionné(e) dès les tomes 89-90. |

## Autres personnages

### Les champions de football
Shinichi/Conan étant grand fan de football, la série compte nombre de références à ce sport ainsi que d'affaires en lien avec lui, sans oublier des stars récurrentes du ballon rond comme Hideo Akagi, Naoki Uemura, Ramus, Ryusuke Higo ou encore Takahiro Sanada.

### Membres et personnel de l'École Teitan
- Maria Higashio : Fillette timide de la classe de Conan, arrivée récemment (tome 53).

- Takuma Sakamoto : Gamin chahuteur mais sympathique de la classe de Conan, arrivé lui aussi récemment (tome 53).

- Ryujiro Uematsu : Directeur de l'école depuis de longues années (tome 16).

- Natsuko Shibuya : Enseignante à l'école Teitan, grande amie de Jodie, et cliente d'Amuro (Bourbon) pour savoir qui la harcèle depuis des mois. Bourbon comptait la tuer ou la blesser pour le compte de l'Organisation, avec Vermouth, après s'être servi d'elle pour espionner Jodie, afin de retrouver Akai. Finalement, agressée par un parent d'élève, Natsuko est hospitalisée puis épargnée par les Hommes en Noir, qui la jugent inoffensive (tome 84).

### Autres
| Nom                            | Informations éventuelles | Image | Apparition |
| ------------------------------ | --- | ----- | ---------- |
| Chikara Katsumata              | Champion de shogi, qui dispose des 7 titres convoités par son rival, le jeune Shukichi Haneda. |       | Tome 85    |
| Katsumasa Ogura & Sayo Oohashi | Respectivement le patron et la serveuse d'un restaurant de ramen bien connu des Mouri et de Masumi et Shukichi. |       | Tome 73    |
| Sakurako Yonehara              | Femme de ménage que Conan et ses amis revoient de temps à autre ; elle se dit malchanceuse, car ses employeurs sont systématiquement assassinés... |       | Tome 74    |
| Naomichi Mugikura              | Présentateur vedette de Nichuri TV. |       | Tome 24    |
| Minerva Glass                  | Championne de tennis que Conan et ses amis rencontrent et aident lorsqu'ils vont à Londres. |       | Tome 71    |
| Apollo Glass                   | Petit frère de Minerva, il a l'âge de Conan environ. |       | Tome 71    |
| Toji Funemoto                  | Jeune témoin de l'accident de Rena Mizunashi ; il a été approché par l'Organisation, mais laissé tranquille ensuite, car il ne représentait aucun danger pour eux. |       | Tome 53    |
| Seiji Asoh                     | Tueur en série de l'Ile au Clair de Lune qui voulait venger sa famille, assassinée parce que son père, pianiste réputé, avait découvert un trafic de drogue sur l'île. Conan parvient à le démasquer, mais pas à l'empêcher de se suicider.                                                                                   |       | Tome 7     |
| Fusae Campbell                 | Célèbre créatrice japono-américaine de la marque au gingko FUSAE, et aussi le premier amour du Pr. Agasa quand ils étaient enfants. Il semble qu'elle soit restée au Japon depuis, car Agasa ne l'a pas oubliée... |       | Tome 40    |
| Taii                           | Un chat qui traînait de temps en temps du côté du Café Poirot ; il était nourri par Azusa et Amuro, avant finalement de retrouver son vrai propriétaire, chez qui il est retourné vivre. "Taii" vient de "Taishô", qui signifie "Capitaine" en japonais, en référence au "Capitaine Hastings", le grand ami d'Hercule Poirot. |       | Tome 80    |

### Personnages annexes
| Nom              | Informations éventuelles | Image | Mention/apparitions |
| ---------------- | --- | ----- | ------------------- |
| Le criminel      | Le criminel est la silhouette qui permet de cacher l'identité du ou des assassins lors d'une enquête. Si au départ elle n'est pas la norme, cette silhouette s'impose progressivement au fil de la narration, permettant au coupable de continuer à progresser dans l'aventure tout en cachant son visage. |       | Tome 1              |
| Samizu Kichiemon | Célèbre marionnettiste du XIXe siècle, connu pour ses célèbres pièges et ses trésors que Kid ou les Détectives Junior cherchent parfois à déchiffrer. |       | Tome 46             |

## Personnages apparus dans les filmsConan
Ces personnages plus ou moins importants et en lien avec la série sont apparus dans les films Détective Conan :
| Nom             | Informations éventuelles | Image | Film d'apparition |
| --------------- | --- | ----- | ----------------- |
| Yoshiaki Hara   | |       | Film 5            |
| Masaaki Okakura | |       | Film 13           |
| Irish           | |       | Film 13           |
| Curaçao         | Bras droit de Rum, elle a des yeux hétérochromatiques et est capable de retenir des informations ultra-complexes grâce à un code couleur. Elle est envoyée par Rum au sein des services secrets japonais pour voler les noms des espions ayant infiltré l'Organisation. Découverte, elle tente de fuir mais est victime d'un accident et perd temporairement la mémoire. Finalement, elle épargne les espions et se sacrifie pour sauver les Détectives Junior avec qui elle a curieusement sympathisé. |       | Film 20           |

## Réception
Dans la version américaine, les noms des personnages ont été changés par Funimation Entertainment et VIZ Media. Carlo Santos d'Anime News Network a critiqué ces deux compagnies pour les changements qu’ils ont fait. Eduardo M. Chavez de Mania.com et Jeffrey Harris d'IGN étaient d'accord que les changements sont inutiles,.
En raison de la popularité de la série, ses personnages ont été utilisés lors du 34e sommet du G8 qui s'est déroulé au Japon,. Les personnages ont été aussi utilisés dans les timbres commémoratifs. À Hokuei, Tottori, on peut trouver des statues de Shinichi Kudo, Conan Edogawa et de Ran Mouri,,. Plusieurs figurines des personnages ont été produites.